# 귀화

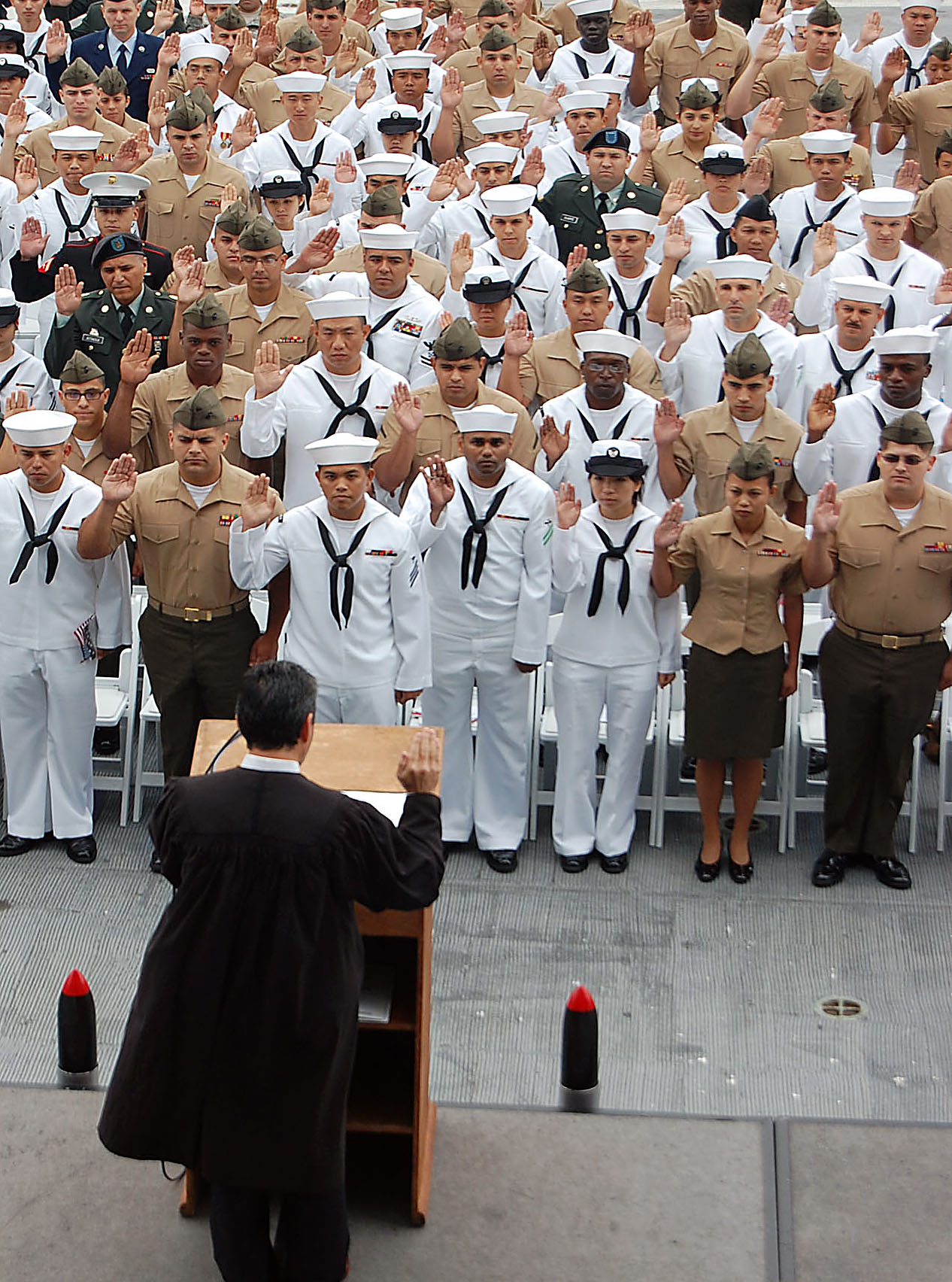

귀화(歸化, 영국 영어: naturalisation, 미국 영어: naturalization)는 다른 나라의 국적을 얻어 그 나라의 국민이 되는 일을 가리키며, 적국의 국민 또는 적대적인 인물이 귀화하는 일을 귀순(歸順)이라고도 부른다.

## 어원
동양의 왕조 국가에서는 형식상 왕의 어진 정치에 감화되어 그 백성이 된다는 뜻이었고, 향화(向化) 또는 왕화(王化)로도 나타낸다.

## 여러 국가들의 귀화 요건

### 귀화 전에 영주권 취득이 필요 없음
| 나라                                                                   | 제한 조건                  | 이중 국적 허용 여부                  |
| ---------------------------------------------------------------------- | -------------------------- | ------------------------------------ |
| 트란스니스트리아                                                       | 1년 이상 거주              | 이중 국적 허용                       |
| 아르메니아                                                             | 3년 이상 거주              | 이중 국적 허용                       |
| 아르차흐 공화국                                                        | 3년 이상 거주              | 이중 국적 허용                       |
| 러시아                                                                 | 5년 이상 거주              | 이중 국적 허용                       |
| 벨기에                                                                 | 5년 이상 거주              | 이중 국적 허용                       |
| 튀르키예 단, 북키프로스 국적자 경우에 입국 즉시에 귀화 가능            | 5년 이상 거주              | 이중 국적 허용                       |
| 프랑스                                                                 | 5년 이상 거주              | 이중 국적 허용                       |
| 멕시코                                                                 | 5년 이상 거주              | 이중 국적 허용                       |
| 토고                                                                   | 5년 이상 거주              | 이중 국적 허용                       |
| 북키프로스                                                             | 5년 이상 거주              | 이중 국적 허용                       |
| 조지아                                                                 | 5년 이상 거주              | 이중 국적 금지                       |
| 베트남                                                                 | 5년 이상 거주              | 이중 국적 금지                       |
| 우크라이나                                                             | 5년 이상 거주              | 이중 국적 금지                       |
| 아제르바이잔                                                           | 5년 이상 거주              | 이중 국적 금지                       |
| 인도네시아                                                             | 5년 이상 거주              | 이중 국적 금지                       |
| 태국                                                                   | 5년 이상 거주              | 이중 국적 금지                       |
| 중화민국                                                               | 5년 이상 거주              | 귀화자에게 이중 국적 금지            |
| 일본                                                                   | 5년 이상 거주              | 이중 국적 금지                       |
| 가봉                                                                   | 5년 이상 거주              | 이중 국적 금지                       |
| 방글라데시 단, 사우디 아라비아 신민 경우 귀화 불가능                   | 5년 이상 거주              | 이중 국적 금지                       |
| 포르투갈                                                               | 6년 이상 거주              | 이중 국적 허용                       |
| 핀란드                                                                 | 6년 이상 거주              | 이중 국적 허용                       |
| 키프로스                                                               | 7년 이상 거주              | 이중 국적 허용                       |
| 케냐                                                                   | 7년 이상 거주              | 이중 국적 허용                       |
| 모리셔스                                                               | 7년 이상 거주              | 이중 국적 허용                       |
| 본인이 영국 연방 국민 경우                                             | 5년 이상 거주              | 이중 국적 허용                       |
| 캄보디아                                                               | 7년 이상 거주              | 이중 국적 허용                       |
| 이탈리아                                                               | 10년 이상 거주             | 이중 국적 허용                       |
| 앙골라                                                                 | 10년 이상 거주             | 이중 국적 허용                       |
| 남오세티야                                                             | 10년 이상 거주             | 이중 국적은 러시아의 국민에게만 허용 |
| 압하지야                                                               | 10년 이상 거주             | 이중 국적은 러시아의 국민에게만 허용 |
| 스페인                                                                 | 10년 이상 거주             | 이중 국적 제한적 허용                |
| 모나코                                                                 | 10년 이상 거주             | 이중 국적 금지                       |
| 잠비아                                                                 | 10년 이상 거주             | 이중 국적 금지                       |
| 예멘                                                                   | 10년 이상 거주             | 이중 국적 금지                       |
| 바누아투                                                               | 10년 이상 거주             | 이중 국적 금지                       |
| 스위스                                                                 | 12년 이상 거주             | 이중 국적 허용                       |
| 인도                                                                   | 12년 이상 거주             | 이중 국적 금지                       |
| 네팔                                                                   | 12년 이상 거주             | 이중 국적 금지                       |
| 나이지리아                                                             | 15년 이상 거주             | 이중 국적 허용                       |
| 요르단 아랍족이 아닌 경우 내각이 승인 의하여 왕의 칙령으로만 귀화 가능 | 아랍족 경우 15년 이상 거주 | 이중 국적 금지                       |
| 오만                                                                   | 20년 이상 거주             | 이중 국적 금지                       |
| 안도라                                                                 | 20년 이상 거주             | 이중 국적 금지                       |
| 에리트레아                                                             | 20년 이상 거주             | 이중 국적 금지                       |
| 부탄                                                                   | 20년 이상 거주             | 이중 국적 금지                       |
| 카타르                                                                 | 25년 이상 거주             | 이중 국적 금지                       |
| 산마리노                                                               | 30년 이상 거주             | 이중 국적 허용                       |

### 귀화 전에 영주권 취득이 필요함
| 나라                                             | 제한 조건                                           | 이중 국적 허용 여부 |
| ------------------------------------------------ | --------------------------------------------------- | --- |
| 중화인민공화국                                   | 영주권을 취득한 후 바로 귀화 가능                   | 이중 국적 금지 |
| 라오스                                           | 영주권을 취득한 후 국민의회의 결정에 따라 귀화 가능 | 이중 국적 금지 |
| 브라질                                           | 4년 이상 거주 및 영주권 취득한 후 귀화 가능         | 이중 국적 허용 |
| 영국                                             | 5년 이상 거주 및 영주권 취득한 후 귀화 가능         | 이중 국적 허용 |
| 세네갈                                           | 5년 이상 거주 및 영주권 취득한 후 귀화 가능         | 이중 국적 금지 |
| 대한민국                                         | 5년 이상 거주 및 영주권 취득한 후 귀화 가능         | 원칙적으로는 이중 국적 금지. 예외적으로 결혼이민자는 귀화하면서 이전 국적을 포기하지 않아도 되며, 대한민국의 선천적 복수국적자는 병역의무를 이행하고 외국국적 불행사 서약을 해야만 허용. |
| 배우자가 대한민국의 국민 경우                    | 2년 이상 거주                                       | 이중 국적 허용, 영주권 취득이 불필요 |
| 독일                                             | 8년 이상 거주 및 영주권 취득한 후 귀화 가능         | 이중 국적 유럽 연합 또한 스위스 국민에게만 허용 |
| 아르헨티나                                       | 영주권을 취득한 후 2년 이상 거주                    | 이중 국적 허용 |
| 캐나다                                           | 영주권을 취득한 후 4년 이상 거주                    | 이중 국적 허용 |
| 이스라엘 단, 유대인 경우에 입국 즉시에 귀화 가능 | 영주권을 취득한 후 3년 이상 거주                    | 이중 국적 허용 |
| 남아프리카 공화국                                | 영주권을 취득한 후 4년 이상 거주                    | 이중 국적 허용 |
| 오스트레일리아                                   | 영주권을 취득한 후 4년 이상 거주                    | 이중 국적 허용 |
| 미국                                             | 영주권을 취득한 후 5년 이상 거주                    | 이중 국적 허용 |
| 뉴질랜드                                         | 영주권을 취득한 후 5년 이상 거주                    | 이중 국적 허용 |
| 벨라루스                                         | 영주권을 취득한 후 7년 이상 거주                    | 이중 국적 금지 |
| 덴마크                                           | 영주권을 취득한 후 9년 이상 거주                    | 이중 국적 금지 |
| 베냉                                             | 영주권을 취득한 후 10년 이상 거주                   | 이중 국적 허용 |

### 기타
| 나라                                               | 제한 조건                                                                                                 | 이중 국적 허용 여부 |
| -------------------------------------------------- | --- | ------------------- |
| 조선민주주의인민공화국                             | 최고인민회의 상임위원회의 결정에 따라                                                                     | 이중 국적 허용      |
| 파키스탄                                           | 정부 정령으로만 귀화 가능                                                                                 | 이중 국적 허용      |
| 나우루                                             | 여성에게 결혼으로 귀화 가능, 남성에게 대통령령으로만 귀화 가능                                            | 이중 국적 허용      |
| 미크로네시아 연방                                  | 국회의 추천에 의하여 대통령령으로만 귀화 가능                                                             | 이중 국적 금지      |
| 사우디아라비아                                     | 사우디아라비아의 신민의 배우자에게 또는 왕의 칙령에 따라 귀화 가능                                        | 이중 국적 금지      |
| 미얀마                                             | 친족 중에 미얀마 국민이 없는 자들에게 귀화 불가능                                                         | 이중 국적 금지      |
| 말레이시아                                         | 정부 특례에 따라, 또는 최소 10년 ~ 12년 거주자가 당국에 귀화를 요청할 경우 검토를 거쳐 통과되면 귀화 가능 | 이중 국적 금지      |
| 아랍에미리트                                       | 이슬람교 신자가 아닌 자에게 귀화 불가능                                                                   |                     |
| 이슬람교 신자 경우                                 | 20년 이상 거주                                                                                            | 이중 국적 금지      |
| 오만, 카타르 그리고 바레인 출신 이슬람교 신자 경우 | 3년 이상 거주                                                                                             | 이중 국적 금지      |
| 라이베리아                                         | 흑인만 국적을 보유할 수 있다                                                                              | 이중 국적 금지      |
| 브루나이                                           | 결혼으로만 가능                                                                                           |                     |
| 니제르                                             | 대통령령으로만 귀화 가능                                                                                  |                     |

## 같이 보기
- 국적의 상실